# ATP Болцано
ATP Болцано (на италиански: ATP Bolzano) е професионален турнир по тенис, провеждан в Болцано, Италия.

## История
ATP Болцано е професионален турнир по тенис за мъже, част е от Световни серии на ATP тур през 1992 и 1993 г. Играе се на закрити кортове с килим.

## Финали
| Година | Шампион        | Финалист      | Резултат            |
| ------ | -------------- | ------------- | ------------------- |
| 1993   | Джонатан Старк | Седрик Пиолин | 6 – 3, 6 – 2        |
| 1992   | Томас Енквист  | Арно Бьоч     | 6 – 2, 1 – 6, 7 – 6 |